# Escudo de Castellón de la Plana
El escudo de Castellón de la Plana es el símbolo más antiguo e importante de esta ciudad española.

## Descripción
El escudo tiene el siguiente blasonamiento:

En losange, cuatro palos de gules, y sobre el todo, un castillo real de plata, donjonado de tres torrecillas y aclarado de gules. Al timbre, coronel español.

En el mismo decreto de aprobación se definen otros detalles a continuación:

Los cuatro palos de gules en campo de oro, que era la “siñal Real" de los monarcas aragoneses.

Al timbre “coronel español”, [...] que es un aro enriquecido de piedras preciosas, realzado de ocho florones u hojas de cargo (de las que só lo se ven cinco) interpoladas de ocho perlas, una en cada hueco, fijadas en el mismo aro.

Otros detalles de uso común en el escudo no vienen recogidos en ningún texto legal. En todas las representaciones oficiales por el Ayuntamiento de Castellón, el escudo aparece rodeado de una decoración exterior en estilo gótico y se representa el castillo con almenas en forma de esfera, con tres puertas, y mazonado de sable, esto es las líneas que representan la separación de las piedras de la sillería en las construcciones. El blasonamiento que recoge alguno de estos detalles sería el siguiente:

Escudo en losanje: en campo de oro, cuatro palos de gules, resaltados de un castillo de plata, almenado, mazonado de sable y aclarado. En el timbre, corona real abierta.

Es bastante común que el aclarado fuese de sable o incluso de plata en vez de gules, especialmente en su aparición en la bandera local. También fue común que el castillo se representara de «su color», es decir del color natural de la piedra con la que está construido, teniendo un tono marrón.

Versión con el aclarado en sable

### Simbolismo

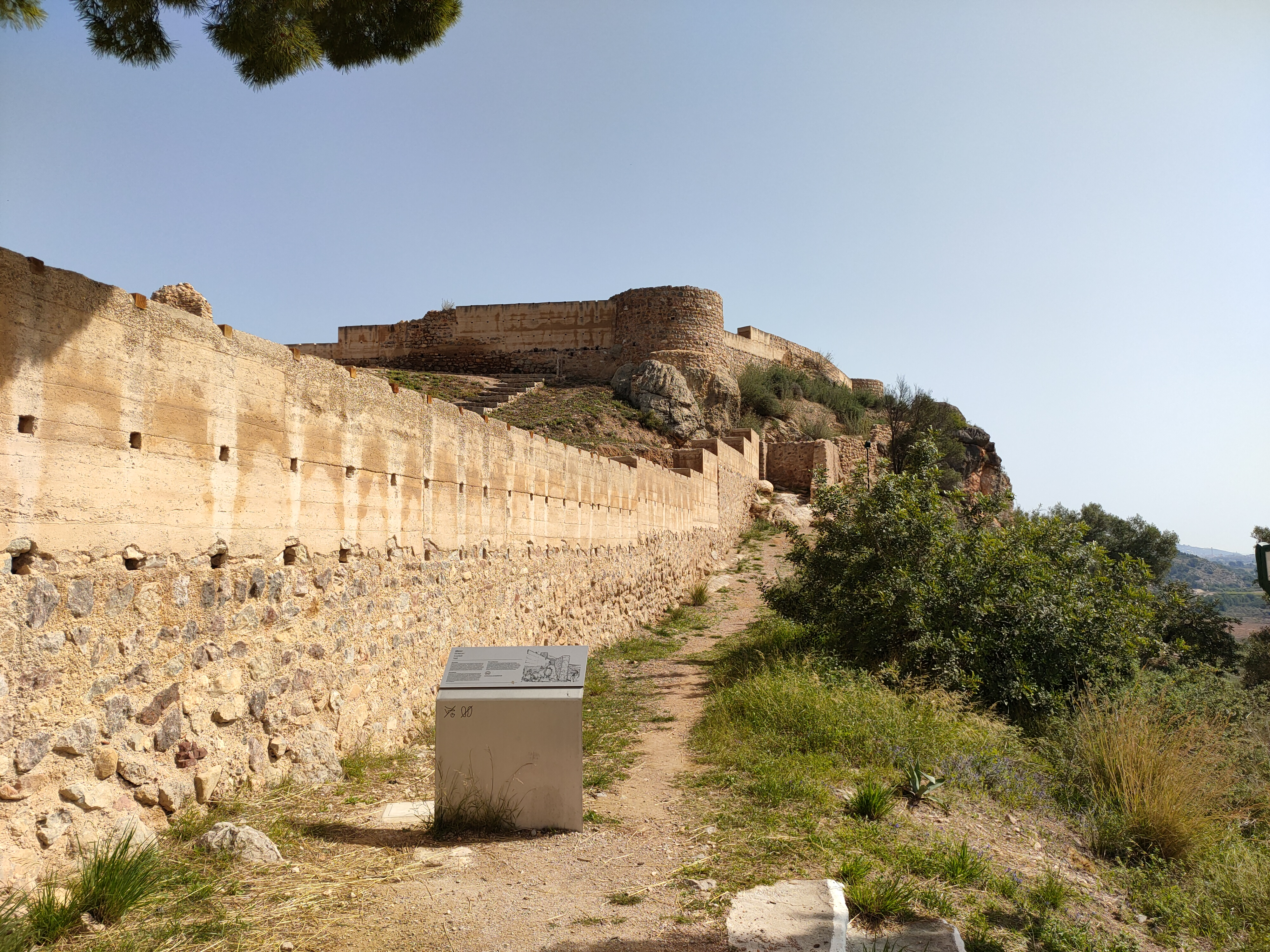
Ruinas del Castell Vell

Se trata de unas armas parlantes ya que su carga hace alusión al topónimo de la ciudad, ya que el nombre Castellón significa ‘castillo pequeño’, y se dice que representa al Castell Vell, ubicación de la villa hasta que Jaime I de Aragón autorizó su traslado a la Plana en 1251.
La forma en losange, o cairó del campo es la típica de muchas villas y ciudades de los territorios mediterráneos de la Corona de Aragón. El uso de la Señal Real de Aragón en el campo del escudo significa que Castellón perteneció a la Corona durante su historia, durante breves épocas en la Baja Edad Media e ininterrumpidamente desde 1368. La presencia de la corona real abierta como timbre viene a significar lo mismo que los cuatro palos de gules sobre campo de oro, la pertenencia de Castellón a la monarquía.
Por estos motivos, este es el escudo representativo del mito historicista de Castellón, que representa los valores conservadores y tradicionales de la sociedad local, basados en la leyenda del traslado y la historia medieval de la población y que sirve como mito fundacional de la cultura castellonense.

## Historia
Los orígenes del blasón de Castellón se datan en el siglo XIII, esto es desde el momento mismo del traslado de la villa a la llanura años después de la conquista cristiana en 1233. La presencia de composiciones heráldicas muy similares al actual modelo oficial es una constante en documentos oficiales, libros de la peyta, en los libros de values, en el Llibre Verd de 1588, y en otros muchos documentos y libros privados que trataran sobre Castellón, sellos oficiales y labrados en piedra en las edificaciones públicas más importantes durante toda la época foral.

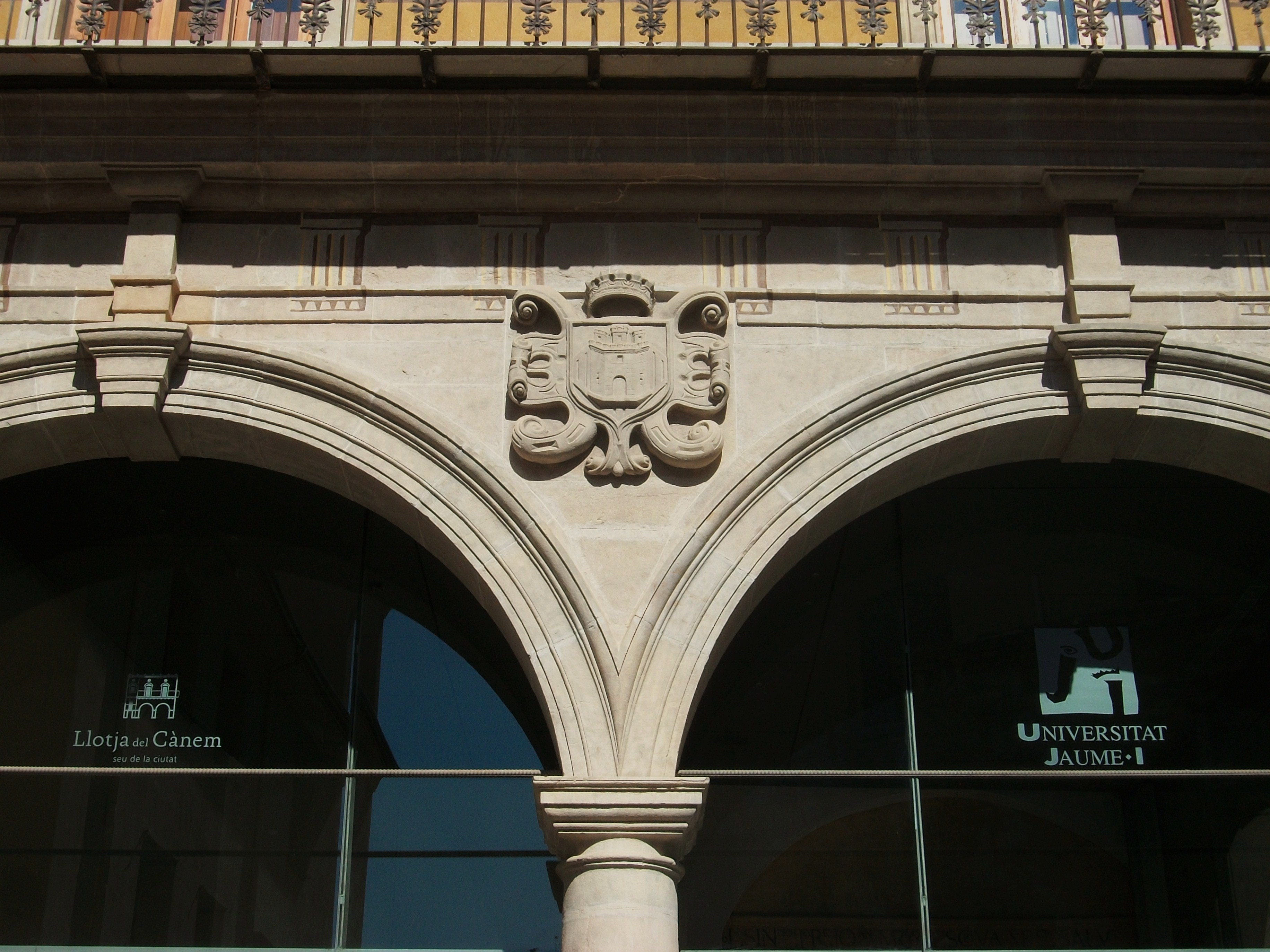
Escudo en la fachada de la Lonja del Cáñamo, de 1617
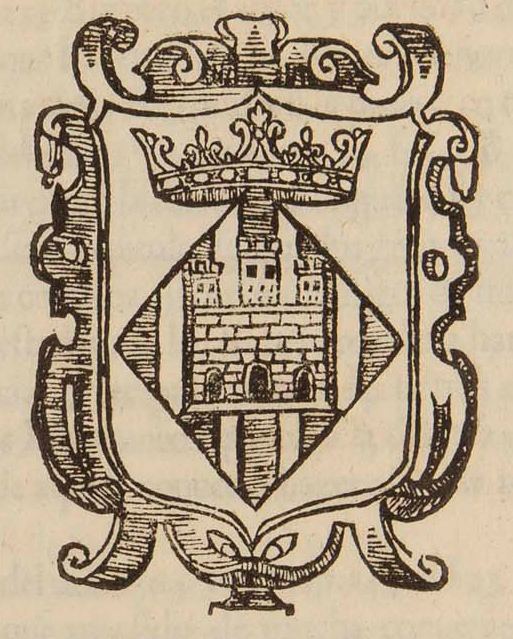
Escudo en la portada del libro La villa de Castellón de la Plana, y por ella Francisco Iusepe Bou ciudadano su síndico, obra de Juan Bautista Marçal en 1640

### Escudo liberal

Escudo aprobado en 1843

Entre los días 7 y 9 de julio de 1837 Castellón fue asediada durante la primera guerra carlista por las tropas comandadas por el general carlista Ramón Cabrera, venciendo los vecinos liberales de la villa, que el 4 de noviembre de ese año recibió el título de ciudad por la reina regente María Cristina junto a la promesa de un nuevo escudo «más análogo á representar el hecho de armas que la ilustra». Este escudo no sería aprobado hasta el 15 de febrero de 1843 por el regente Baldomero Espartero. Su descripción heráldica es la siguiente:

El escudo de armas partido en faja; en la parte alta un castillo de plata con tres torres en campo azul, y en la parte baja las cuatro barras sangrientas de Aragón en campo de oro; las puertas y ventanas del castillo de gules y á la puerta principal un lebrel manchado de blanco y sable, mirando un lobo que huye, y por timbre del escudo una águila sable naciente de la corona, la que tiene en el pico otra corona triunfal, de la que nace una cinta de gules y en ella en letras de oro: Triunfó de los enemigos de la libertad, julio de 1837.

A las armas tradicionales de la ciudad se le sumaban otros jeroglíficos simbolizando los ideales políticos de la ciudad y su defensa en las guerras carlistas. El lebrel situado en la puerta del castillo significa valor, fidelidad y lealtad; el lobo huyendo hace referencia al enemigo cruel y tirano carnicero; mientras que la figura del águila vuelve a significar valor, así como generosidad y bravura.
Modelos de este escudo todavía pueden encontrarse por la ciudad, en edificios como el Moruno en el puerto, las viejas escuelas del Grao —en ambos casos con forma de losange— o el de Correos, en placas con el nombre de calles, o especialmente en el parque Ribalta, urbanizado en esta época y que fue el epicentro de las fiestas de la Victoria que conmemoraban la victoria castellonense en el asedio de julio de 1837. Aquí destaca el conocido como Banco azul de 1927 formado por azulejos de este color que componen el escudo de la ciudad. Pero el legado más significativo del blasón liberal de Castellón se encuentra en el escudo del Club Deportivo Castellón, que al fundarse en 1922 tomó las armas de la ciudad como base para su emblema, tras varios diseños y simplificaciones no conserva las pequeñas figuras junto al campo del castillo pero sí el águila —dicho buitre en numerosas interpretaciones― que se ha convertido en el elemento más significativo del mismo.
Este escudo es el representante del mito liberal de Castellón, aquel propugnado por liberales, progresistas y republicanos en el XIX y que tiene gran difusión hasta las primeras décadas del siglo XX ayudando a crear una suerte de nacionalismo local con nuevos valores enfrentados a los considerados por el mito historicista.

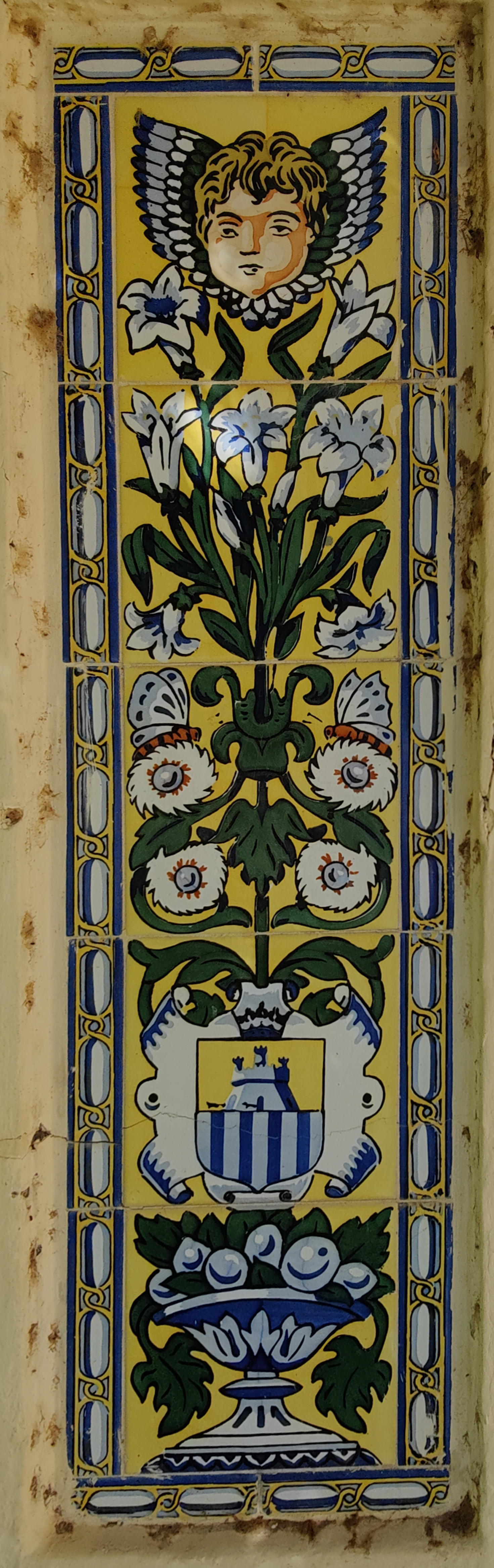
Detalle de la balaustrada del parque Ribalta
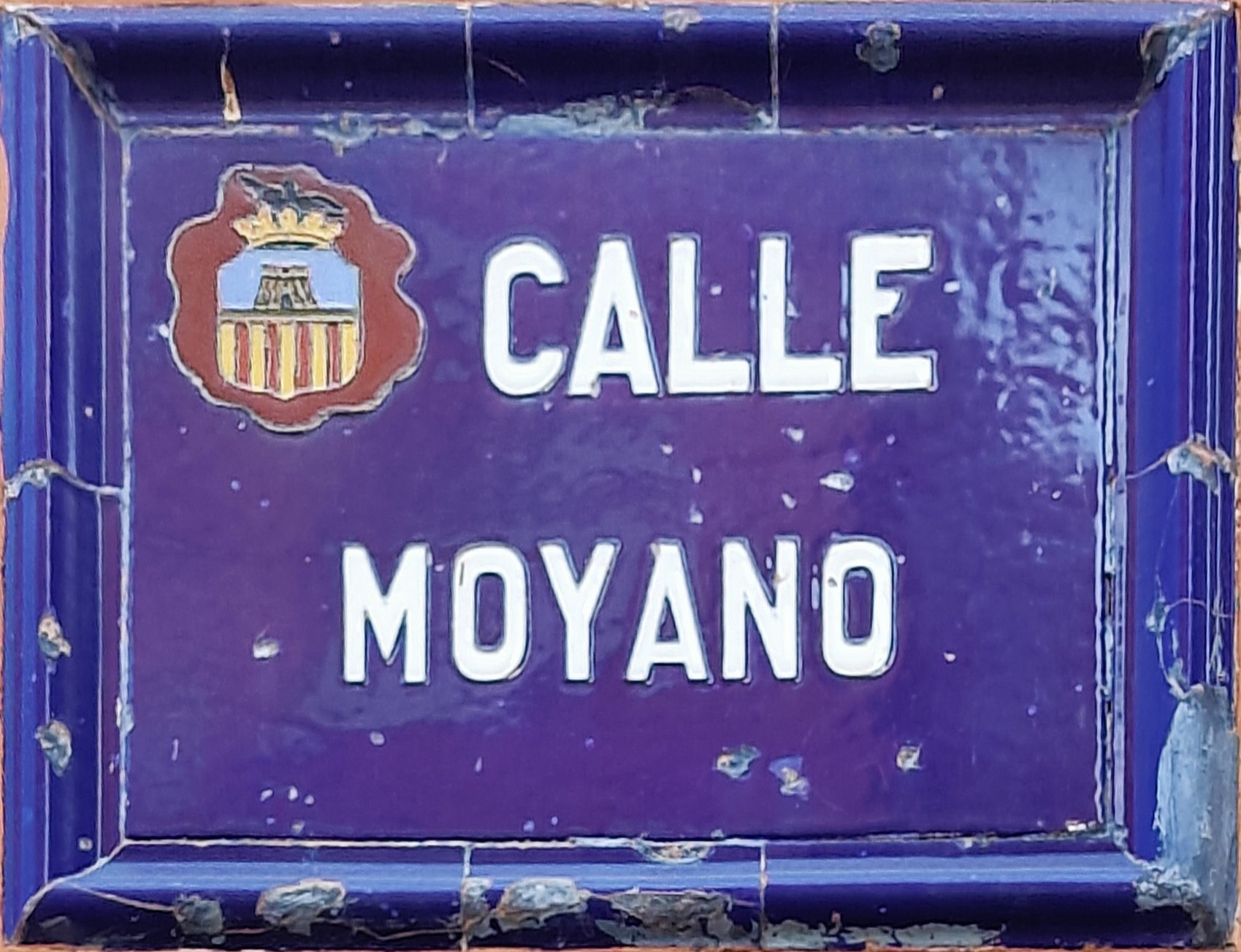
Placa de calle
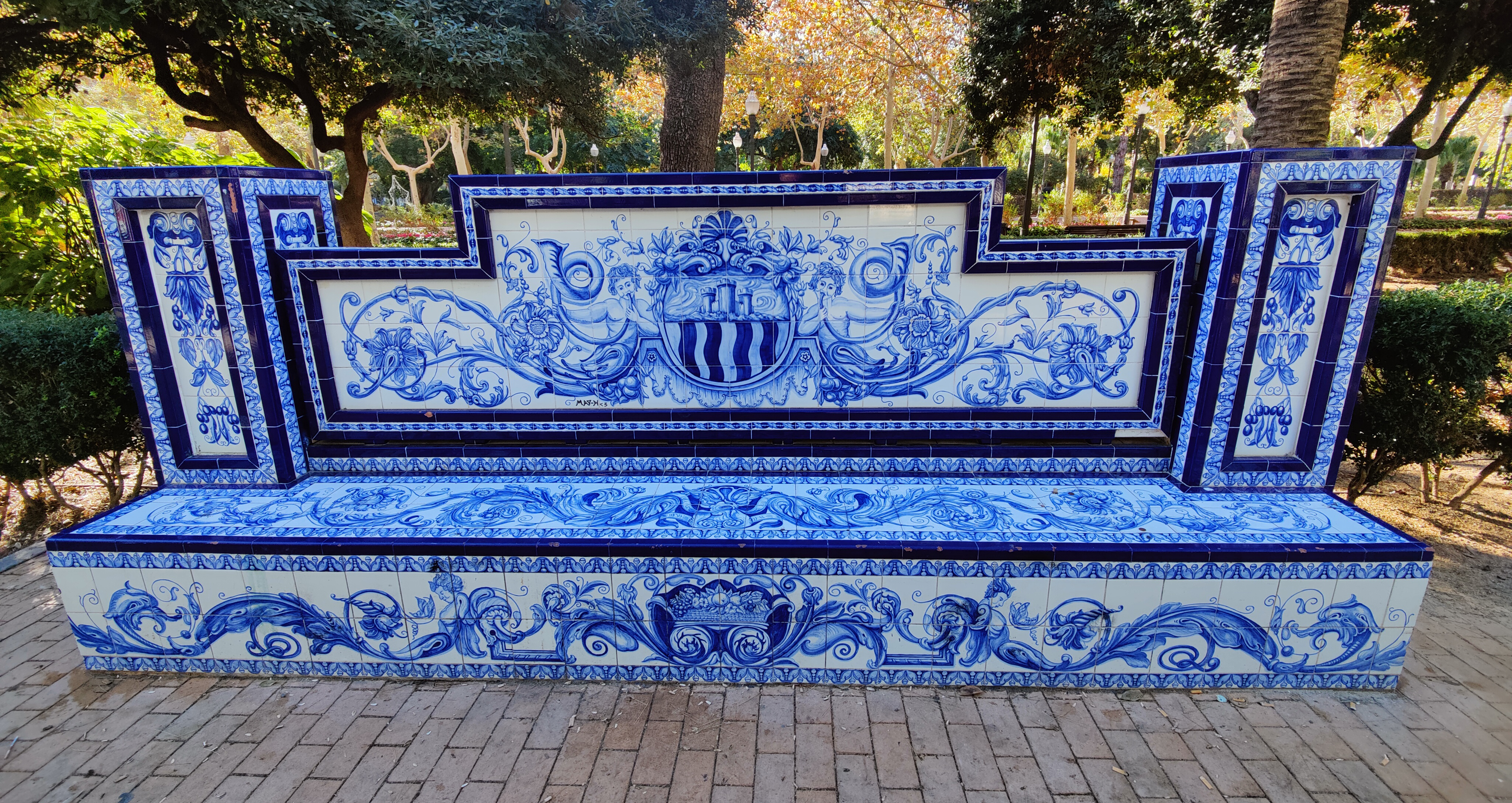
Banco azul del parque Ribalta, de 1927
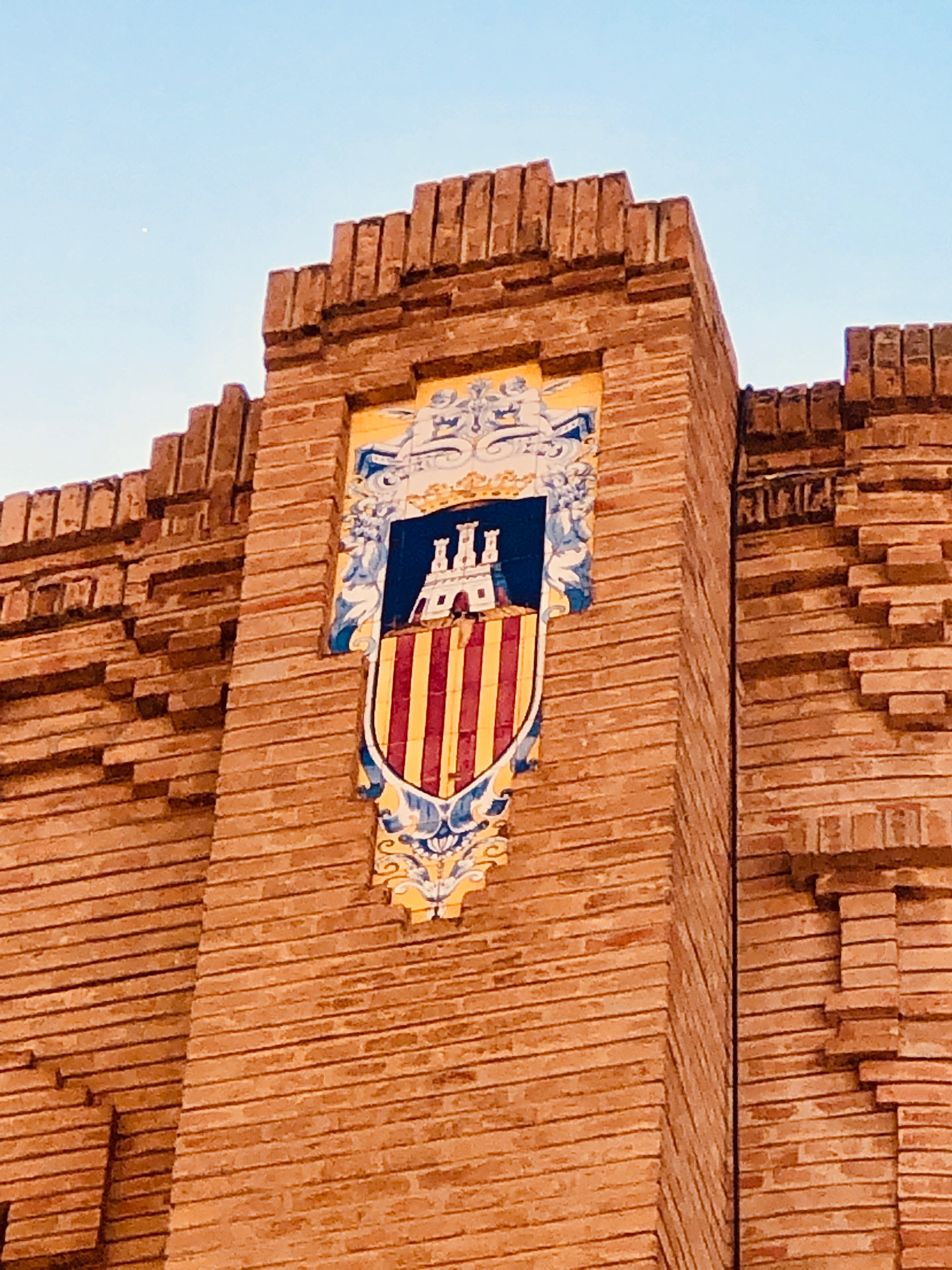
Escudo en uno de los torreones del edificio de Correos, de 1932 (sin águila)

Durante la Segunda República española se mantiene este escudo en vigor por su discurso simbólico en defensa de las libertades contra las tiranías, pero algunos ediifcios construidos durante esta época se adornan con escudos con importantes variaciones, siendo la principal el cambio del timbre por una corona mural representativa de la nueva forma de gobierno.

### Escudo actual

El escudo de Castellón según una versión más cercana a su descripción heráldica aprobada en 1939

Durante la guerra civil, el 13 de junio de 1938 las tropas franquistas entraban en la ciudad de Castellón. Inmediatamente la comisión gestora del ayuntamiento planteó la necesidad de adoptar un nuevo escudo municipal, algo que se vería reflejado con la orden del 19 de agosto de 1939 de Ramón Serrano Súñer, ministro de la Gobernación con grandes influencias e intereses en la provincia de Castellón durante el primer franquismo, publicada en el Boletín Oficial del Estado del día siguiente. Este decreto describe el escudo actualmente en uso.
La orden no escatima los motivos del cambio de escudo de la ciudad aduciendo que va en contra del nuevo régimen impuesto en la guerra, describiendo el simbolismo político del anterior escudo. El franquismo tuvo uno de sus mayores apoyos iniciales en el carlismo, la misma ideología a la que un siglo antes la ciudad se había opuesto en repetidas ocasiones. La orden lo recoge con las siguientes palabras:

El Presidente de la Comisión Gestora del Ayuntamiento de Castellón de la Plana, cumpliendo acuerdo de la Corporación, solicita se autorice por este Ministerio, la modificación del Escudo actual de la ciudad en armonía con el espíritu nacional de la España nueva, toda vez que en él aparecen elementos no ajustados a lo que, exige la verdad histórica y que con ellos se pretende exaltar hechos e ideas que concurrieron a integrar la trama de la decadencia. [...] el blasón de 1843 representa las luchas civiles del pasado siglo, perpetuadas en une de sus episodios con la propia inscripción del lema y la simbólica persecución del perro al lobo andante, poco adecuado en estos momentos, en que el glorioso Ejército Nacional fija, con sus constantes victorias en el suelo de la Patria, las glorias históricas conservadas por la tradición y llevadas con ansias liberadoras a la formación de la España, Una, Grande, Libre, como elementos indispensables para forjar su Imperio.

La orden continua indicando que el objetivo es restablecer el blasón primitivo fundamentándose en su mayor antigüedad, su conservación en la fachada de diferentes edificios y en el antiguo sello del municipio, y finaliza hablando sobre el significado de sus formas y piezas e indicando que la propuesta había pasado favorablemente la revisión de la Real Academia de la Historia.
Con la adopción de este escudo se impusieron las ideas del mito historicista de la ciudad propugnado por la Sociedad Castellonense de Cultura que tenía varios miembros como concejales del ayuntamiento en esa época, que derrotó al mito liberal políticamente en la guerra y que poco a poco se imponía en el campo cultural castellonense hasta triunfar con la refundación de las fiestas de la Magdalena en 1945.
Tras la Transición española y la creación de las comunidades autónomas, la Generalidad Valenciana, órgano de autogobierno de la Comunidad Valenciana en la que se integra la provincia de Castellón, ejerce la competencia en la adopción de escudos y banderas municipales, no permitiendo que ninguna entidad local use uno de estos símbolos sin su autorización. Sin embargo el ayuntamiento de Castellón no ha solicitado en ningún momento su aprobación por el organismo autonómico pertinente.

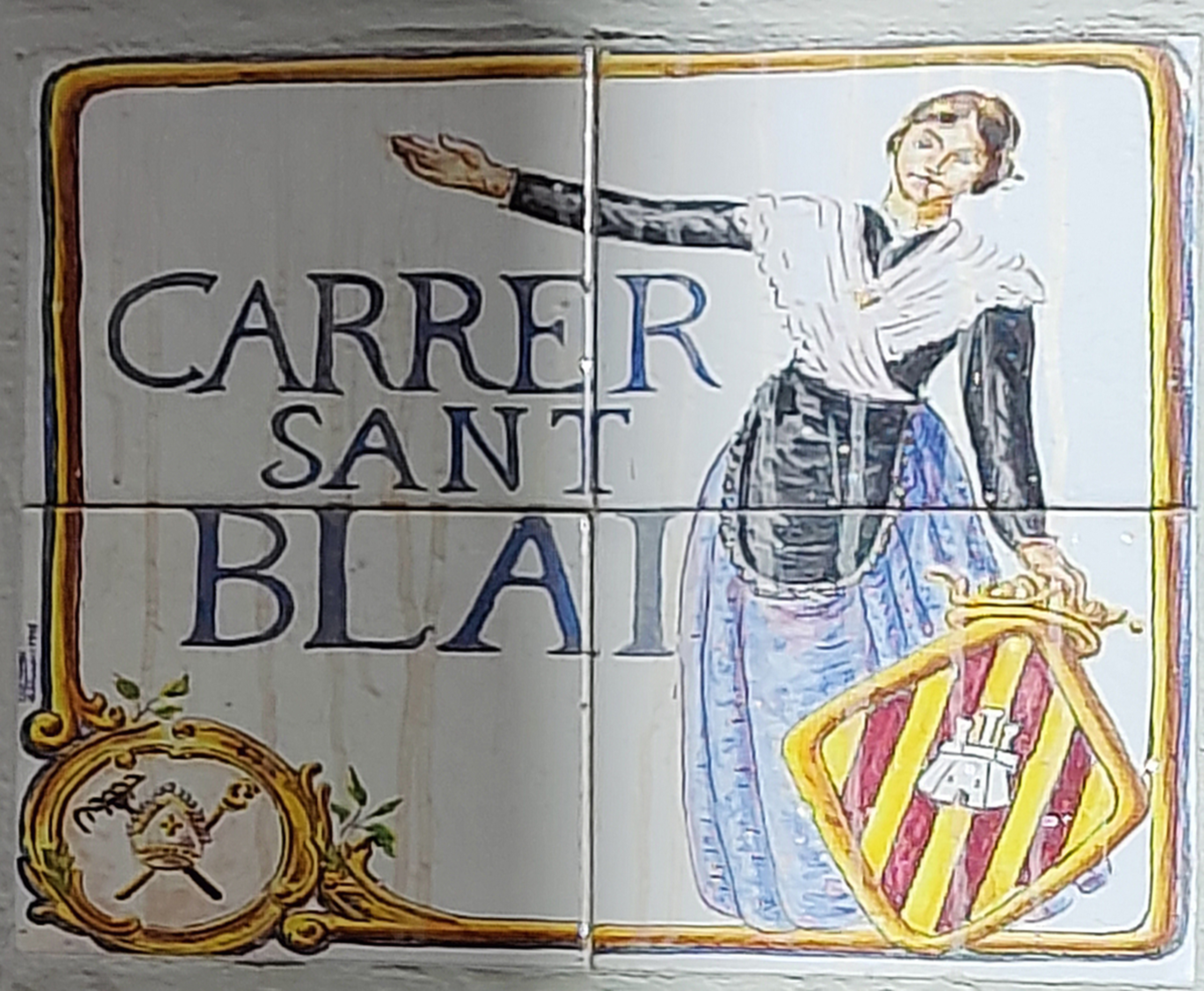
Placa de la calle San Blas
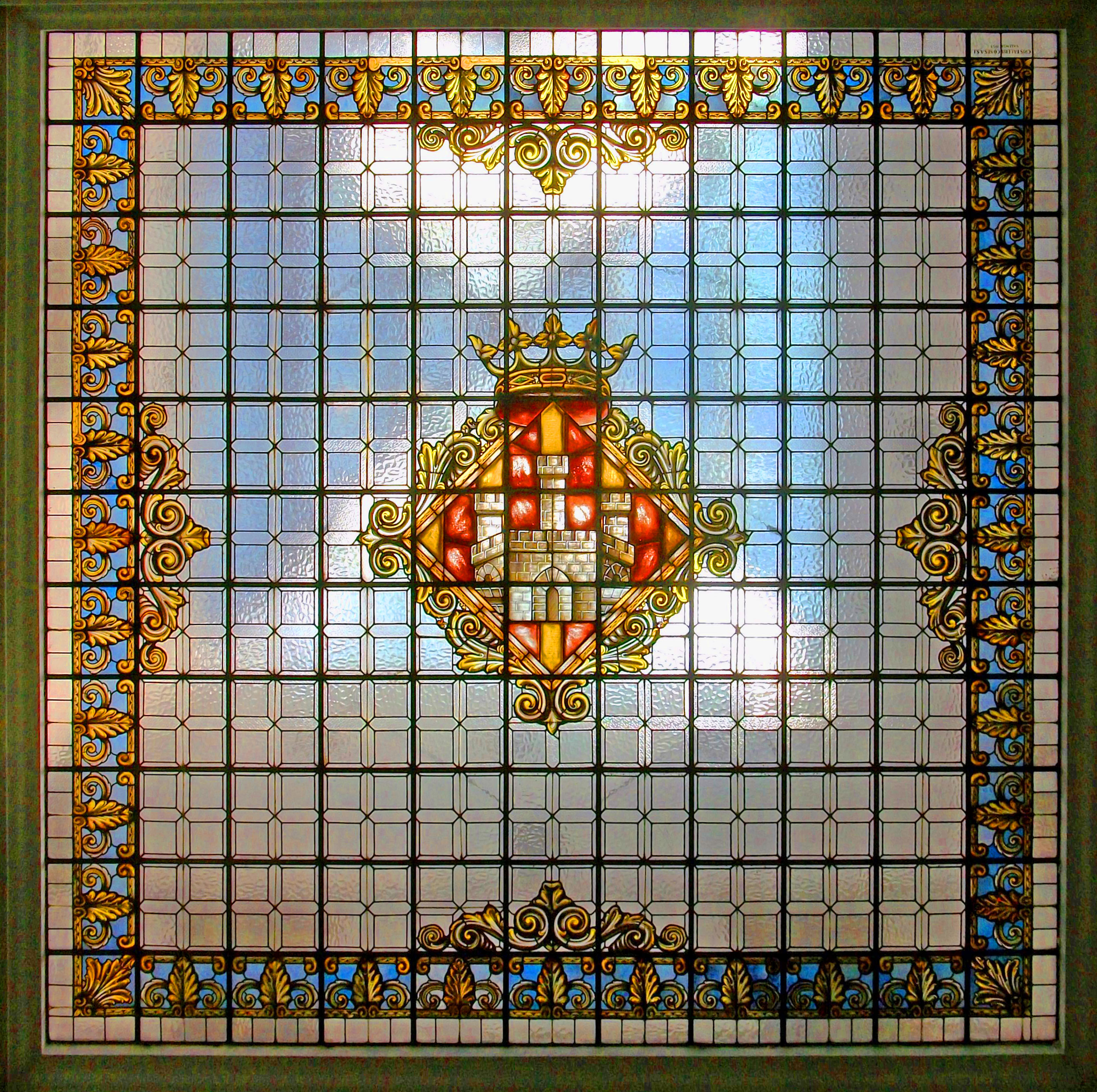
Vidriera en el Palacio Municipal (nótese el castillo de oro aclarado de lo mismo)
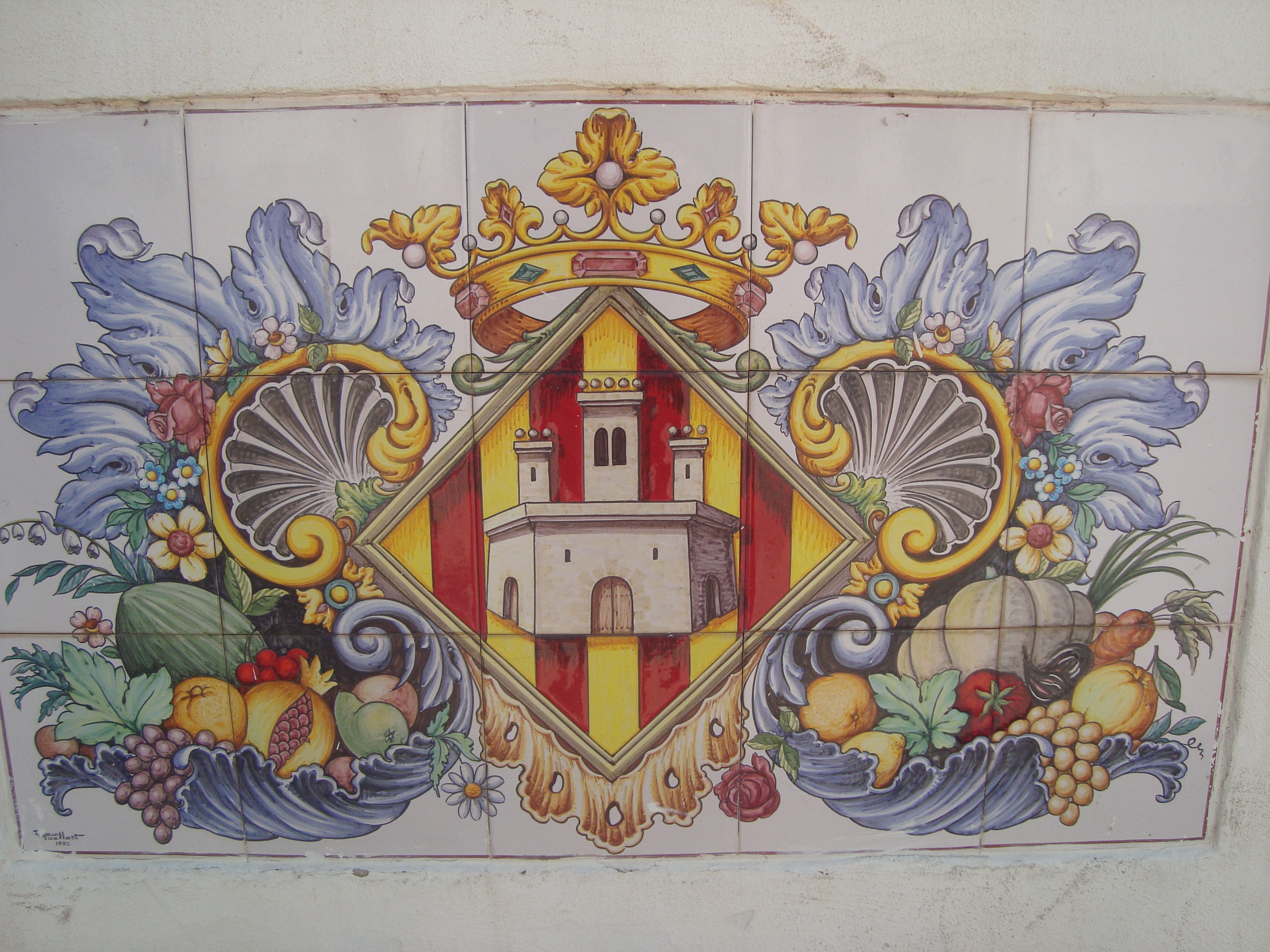
Panel cerámico en la explanada de la basílica de Nuestra Señora del Lledó (nótese el castillo aclarado de plata y sable)
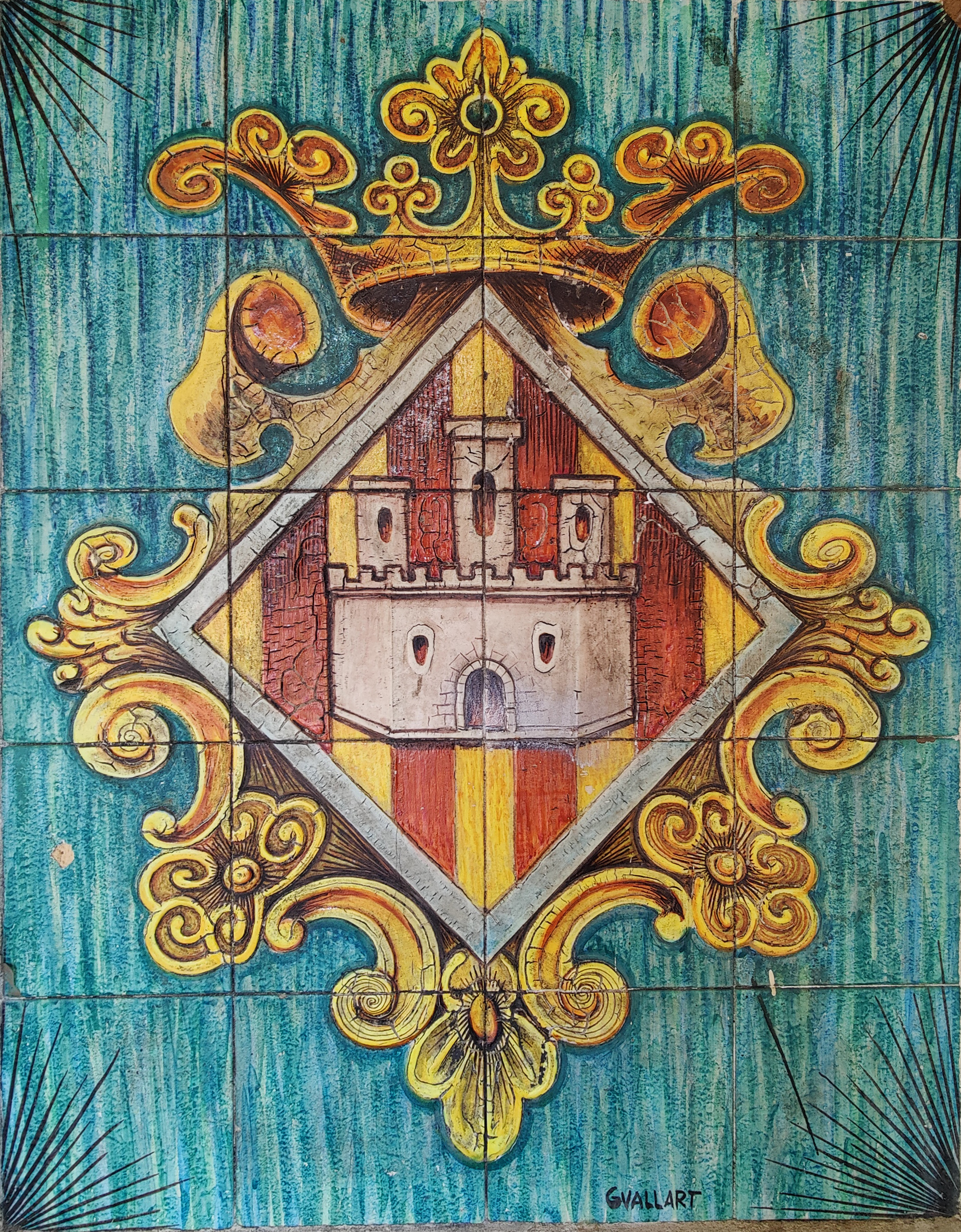
Panel cerámico en La Pérgola del parque Ribalta